# Couloisy
Couloisy – miejscowość i gmina we Francji, w regionie Hauts-de-France, w departamencie Oise.
Według danych na rok 1990 gminę zamieszkiwały 464 osoby, a gęstość zaludnienia wynosiła 124 osoby/km² (wśród 2293 gmin Pikardii Couloisy plasuje się na 561. miejscu pod względem liczby ludności, natomiast pod względem powierzchni na miejscu 991.).